# Evlogi Peak
Evlogi Peak (in lingua bulgara: връх Евлоги, Vrah Evlogi) è un picco montuoso antartico, alto 2.090 m, nell'Imeon Range, catena montuosa che occupa la parte interna dell'Isola Smith, che fa parte delle Isole Shetland Meridionali, in Antartide.
Il picco è posto 1 km a nord-nordest del Monte Foster e 1,3 km a sudovest dell'Antim Peak, dai quali è separato da due selle posizionate rispettivamente la prima a 1.950 m e la seconda (Vakarel Saddle) a 1.800 m. Sovrasta il Ghiacciaio Chuprene a nordovest, il Ghiacciaio Pashuk a est e il Ghiacciaio Rupite a sudest. 

## Denominazione
La denominazione è stata assegnata nel 2010 dalla Commissione bulgara per i toponimi antartici in onore di Evlogi Georgiev (1819–1897), industriale e filantropo bulgaro che assieme al fratello Hristo finanziò la costruzione dell'edificio principale dell'Università di Sofia, la capitale della Bulgaria.

## Mappe
- Chart of South Shetland including Coronation Island, &c. from the exploration of the sloop Dove in the years 1821 and 1822 by George Powell Commander of the same. Scale ca. 1:200000. London: Laurie, 1822.
- L.L. Ivanov. Antarctica: Livingston Island and Greenwich, Robert, Snow and Smith Islands. Scale 1:120000 topographic map. Troyan: Manfred Wörner Foundation, 2010. ISBN 978-954-92032-9-5 (First edition 2009. ISBN 978-954-92032-6-4)
- South Shetland Islands: Smith and Low Islands. Scale 1:150000 topographic map No. 13677. British Antarctic Survey, 2009.
- Antarctic Digital Database (ADD). Scale 1:250000 topographic map of Antarctica. Scientific Committee on Antarctic Research (SCAR). Since 1993, regularly upgraded and updated.
- L.L. Ivanov. Antarctica: Livingston Island and Smith Island. Scale 1:100000 topographic map. Manfred Wörner Foundation, 2017. ISBN 978-619-90008-3-0